# Kandidatenturnier der Frauen 2022/23
Das Kandidatenturnier der Frauen 2022/23 war ein Schachturnier dessen Siegerin, Lei Tingjie, als Herausforderin an der Schachweltmeisterschaft der Frauen 2023 teilnahm. Dabei traten acht Spielerinnen aus vier Nationen im K.-o.-System an, die sich auf unterschiedliche Weise qualifiziert haben.

## Teilnehmerinnen
Für das Turnier qualifizierten sich folgende acht Spielerinnen. Alle tragen den Titel eines Großmeisters.
| Qualifikationsweg                                                                    | Spielerin                 | Weltranglistenplatz im Oktober 2022 | Elo-Zahl im Oktober 2022 | Weltmeister der Frauen |
| ------------------------------------------------------------------------------------ | ------------------------- | ----------------------------------- | ------------------------ | ---------------------- |
| Verliererin der Schachweltmeisterschaft der Frauen 2020                              | Alexandra Gorjatschkina a | 2                                   | 2584                     |                        |
| Platz 1 & 2 des FIDE Grand Prix der Frauen 2019–2021                                 | K. Humpy                  | 3                                   | 2574                     |                        |
| Platz 1 & 2 des FIDE Grand Prix der Frauen 2019–2021                                 | Jekaterina Lagno a        | 4                                   | 2563                     |                        |
| Top 3 beim Schach-Weltpokal der Frauen 2021                                          | Alexandra Kostenjuk a     | 9                                   | 2521                     | 2008                   |
| Top 3 beim Schach-Weltpokal der Frauen 2021                                          | Tan Zhongyi               | 11                                  | 2514                     | 2017                   |
| Top 3 beim Schach-Weltpokal der Frauen 2021                                          | Anna Musytschuk           | 7                                   | 2534                     |                        |
| Gewinnerin des FIDE Grand Swiss Tournament der Frauen 2021                           | Lei Tingjie               | 6                                   | 2535                     |                        |
| Die höchstgewerterte nicht qualifizierte Spielerin der Weltrangliste von Januar 2022 | Marija Musytschuk         | 8                                   | 2527                     | 2015                   |

## Modus und Verlauf

### Format
Im Juni 2022 beschloss die FIDE den Modus des Kandidatenturniers. Das letzte Turnier wurde noch als doppeltes Rundenturnier ausgetragen, doch man entschied sich zu einem Wechsel ins K.-o.-System. Gemäß Punkt 4.1 der Regeln wurden in Viertelfinale und Halbfinale vier klassische Partien gespielt (90min für 40 Züge, 30min zusätzlich ab Zug 41, 30s Zeitgewinn ab dem ersten Zug). Das Finale bestand aus sechs klassischen Partien. Wäre ein Tie-Break erforderlich gewesen, hätten nach Punkt 4.7 der Regeln vier Schnellschach-Partien gespielt werden sollen (15min für die Partie, 10s Zeitgewinn ab dem ersten Zug). Im Falle eines anhaltenden Unentschiedens wären zwei Blitzschach-Partien gespielt worden (5min + 3s Zeitgewinn), danach eine Partie mit 3min und 2s Zeitgewinn. Letztes Zeitformat wäre bei Gleichstand solange wiederholt worden, bis eine Siegerin festgestanden hätte.

### Austragungsorte
Im August 2022 gab die FIDE bekannt, dass Viertelfinale und Halbfinale von Pool A vom 24. Oktober bis 6. November im Hôtel Hermitage Monte-Carlo in Monaco gespielt werden. Im Oktober stand dann fest, dass Viertelfinale und Halbfinale von Pool B vom 28. November bis 11. Dezember in Xiva, Usbekistan, ausgetragen werden. Im Turnierkalender der FIDE wurde bekannt, dass das Finale des Kandidatenturniers vom 27. März bis 6. April 2023 in Chongqing, China, gespielt werden soll.

### Preisgeld
Insgesamt betrug der Preisfonds 250.000 € Gemäß Punkt 4.8 der Regeln erhielten alle Spielerinnen pro erreichter Runde denselben Betrag an Preisgeld. Es ergibt sich folgende Verteilung:
|               | Preisgeld |
| ------------- | --------- |
| 1. Platz      | 60.000 €  |
| 2. Platz      | 50.000 €  |
| 3. & 4. Platz | 30.000 €  |
| Platz 5 bis 8 | 20.000 €  |
| Insgesamt     | 250.000 € |

### Turnierbaum
Gleichzeitig zum neuen Modus wurden die Paarungen bekanntgegeben. Die FIDE gab an, die beiden Pools nach dem Rating besetzt zu haben. Es wurde spekuliert, ob die Einteilung gezielt vorgenommen wurde, um Konfrontationen zwischen russischen und ukrainischen Spielerinnen vor dem Finale zu vermeiden.
|  | Viertelfinale                             | Viertelfinale |                                 |    | Halbfinale | Halbfinale |  |  | Finale | Finale |
|  |                                           |               |                                 |    |            |            |  |  |        |        |
|  |                                           |               |                                 |    |            |            |  |  |        |        |
|  |                                           |               |                                 |    |            |            |  |  |        |        |
|  | K. Humpy                                  | 3½            |                                 |    |            |            |  |  |        |        |
|  | K. Humpy                                  | 3½            |                                 |    |            |            |  |  |        |        |
|  | Anna Musytschuk                           | 4½            |                                 |    |            |            |  |  |        |        |
|  | Anna Musytschuk                           | 4½            | Anna Musytschuk                 | 1½ |            |            |  |  |        |        |
|  | Pool A Monaco 24. Oktober bis 6. November |               | Anna Musytschuk                 | 1½ |            |            |  |  |        |        |
|  |                                           |               | Lei Tingjie                     | 2½ |            |            |  |  |        |        |
|  | Lei Tingjie                               | 2½            | Lei Tingjie                     | 2½ |            |            |  |  |        |        |
|  | Lei Tingjie                               | 2½            | Chongqing 27. März bis 6. April |    |            |            |  |  |        |        |
|  | Marija Musytschuk                         | 1½            |                                 |    |            |            |  |  |        |        |
|  | Marija Musytschuk                         | 1½            | Lei Tingjie                     | 3½ |            |            |  |  |        |        |
|  |                                           |               | Lei Tingjie                     | 3½ |            |            |  |  |        |        |
|  |                                           |               | Tan Zhongyi                     | 1½ |            |            |  |  |        |        |
|  | Alexandra Gorjatschkina                   | 2½            | Tan Zhongyi                     | 1½ |            |            |  |  |        |        |
|  | Alexandra Gorjatschkina                   | 2½            |                                 |    |            |            |  |  |        |        |
|  | Alexandra Kostenjuk                       | 1½            |                                 |    |            |            |  |  |        |        |
|  | Alexandra Kostenjuk                       | 1½            | Alexandra Gorjatschkina         | 1½ |            |            |  |  |        |        |
|  | Pool B Xiva 28. November bis 11. Dezember |               | Alexandra Gorjatschkina         | 1½ |            |            |  |  |        |        |
|  |                                           |               | Tan Zhongyi                     | 2½ |            |            |  |  |        |        |
|  | Jekaterina Lagno                          | 3½            | Tan Zhongyi                     | 2½ |            |            |  |  |        |        |
|  | Jekaterina Lagno                          | 3½            |                                 |    |            |            |  |  |        |        |
|  | Tan Zhongyi                               | 4½            |                                 |    |            |            |  |  |        |        |
|  | Tan Zhongyi                               | 4½            |                                 |    |            |            |  |  |        |        |